# Вествіго (Луїзіана)
Вествіго (англ. Westwego) — місто (англ. city) в США, в окрузі Джефферсон штату Луїзіана. Населення — 8568 осіб (2020).

## Географія
Вествіго розташоване за координатами 29°54′19″ пн. ш. 90°8′37″ зх. д. / 29.90528° пн. ш. 90.14361° зх. д. (29.905366, -90.143548).  За даними Бюро перепису населення США в 2010 році місто мало площу 9,30 км², з яких 8,05 км² — суходіл та 1,25 км² — водойми.

## Демографія
Згідно з переписом 2010 року, у місті мешкали 8534 особи в 3437 домогосподарствах у складі 2264 родин. Густота населення становила 918 осіб/км².  Було 4133 помешкання (444/км²).
Расовий склад населення:
| - 74,0 % — білих - 20,2 % — чорних або афроамериканців - 1,3 % — корінних американців - 0,7 % — азіатів - 1,7 % — осіб інших рас |

До двох чи більше рас належало 2,0 %. Частка іспаномовних становила 6,2 % від усіх жителів.
За віковим діапазоном населення розподілялося таким чином: 22,6 % — особи молодші 18 років, 62,9 % — особи у віці 18—64 років, 14,5 % — особи у віці 65 років та старші. Медіана віку мешканця становила 40,2 року. На 100 осіб жіночої статі у місті припадало 90,8 чоловіків;  на 100 жінок у віці від 18 років та старших — 86,5 чоловіків також старших 18 років.
Середній дохід на одне домашнє господарство  становив 43 241 долар США (медіана — 32 694), а середній дохід на одну сім'ю — 49 417 доларів (медіана — 38 790). Медіана доходів становила 38 932 долари для чоловіків та 31 036 доларів для жінок. За межею бідності перебувало 23,7 % осіб, у тому числі 36,1 % дітей у віці до 18 років та 20,9 % осіб у віці 65 років та старших.
Цивільне працевлаштоване населення становило 3290 осіб. Основні галузі зайнятості: освіта, охорона здоров'я та соціальна допомога — 19,5 %, будівництво — 17,3 %, науковці, спеціалісти, менеджери — 10,3 %, роздрібна торгівля — 8,9 %.